# Charlie Christian
Charles Henry (Charlie) Christian (Bonham, 29 juli 1916 – New York, 2 maart 1942) was een Amerikaans swing- en bebop-jazzgitarist.
Christian wordt algemeen beschouwd als de belangrijkste vroege pionier van de elektrische gitaar. Hij was een van de eersten die het instrument uittilde boven het niveau van een ritme-instrument door het op baanbrekende wijze te gebruiken als solo-instrument, in navolging van de solo-instrumenten die toen in de jazz de toon aangaven: de trompet en de saxofoon. Hij is ook een sleutelfiguur in de ontwikkeling van bebop, cooljazz en de moderne jazz. Heel wat critici zijn van mening dat hij de verbinding vormt tussen hotjazz en moderne jazz en dat er jazz is vóór Charlie Christian en jazz na Charlie Christian.

## Biografie
Christian werd geboren in Texas, maar toen hij nog erg jong was verhuisde het gezin naar Oklahoma City in Oklahoma. Zijn beide ouders waren muzikanten en hij had ook twee musicerende broers: Edward, geboren in 1906 en Clarence, geboren in 1911. De drie broers kregen muzikaal onderricht van hun vader Clarence Henry Christian. Deze werd echter blind na een koortsaanval. Om wat bij te verdienen, trad Christian sr. met zijn zoons op als straatartiesten (buskers). Hun voorkeur ging daarbij uit naar de rijkere wijken waar ze voor geld of voor goederen speelden. Toen Charles oud genoeg was, danste hij mee op de muziek; later leerde hij gitaar spelen. Toen zijn vader stierf, erfde hij op twaalfjarige leeftijd diens gitaar. In de Douglas School van Oklahoma City werd hij verder aangemoedigd door zijn lesgever Zelia Breaux. Charles wilde eigenlijk tenorsaxofoon spelen in het schoolorkest, maar zij drong erop aan dat hij de trompet probeerde. Ervan overtuigd dat trompet slecht was voor zijn lip, gaf Christian de muziek op en koos voor honkbal, waarin hij uitblonk.
In 1978 vertelde Clarence Christian in een interview dat zijn broer Edward in de jaren twintig en - dertig een band leidde als pianist. Gitarist Ralph Hamilton leerde Charlie in het geheim jazz spelen en op drie hits van die tijd soleren: "Rose Room," "Tea for Two" en "Sweet Georgia Brown". Tijdens een jamsessie in een club in de straat 'Deep Duce' liet Charlie zijn nieuw verworven vaardigheden horen tijdens het spelen van de drie songs en de zaal ging plat. Spoedig daarop trad Charles regelmatig op in de buurt en speelde hij in een territory-band in de omgeving, tot aan North Dakota en Minnesota toe. Tegen 1936 speelde hij elektrische gitaar: hij behoorde tot de eerste musici die een Gibson ES-150 kochten toen die net was uitgekomen, in 1936 (een paar jaar later, rond 1939, kwam er nog een Gibson ES-250 bij.) Zijn reputatie was nu zo groot dat grote musici die in Oklahoma City op doortocht waren met hem wilde spelen, zoals Art Tatum en Teddy Wilson. Toen Mary Lou Williams, pianiste van Andy Kirk and His Clouds of Joy, hem hoorde en naar producer John Hammond ging om over hem te vertellen, kreeg de carrière van Christian een nieuwe impuls: Hammond was ook de zwager van de beroemde bigbandleider Benny Goodman.

## Benny Goodman
De eerste muzikale ontmoeting met Goodman op 16 augustus 1939 in een platenstudio liep uit op een teleurstelling, mogelijk door zenuwen bij Christian ("Ik geloof dat geen van ons beiden wat ik speelde goed vond", aldus Christian in een interview dat in 1940 in Metronome magazine verscheen). Diezelfde avond nam hij tot verrassing van Goodman bij een optreden in een restaurant tussen de muzikanten plaats. Goodman liet "Rose Room" spelen, een nummer waarvan hij dacht dat Christian het niet zou kennen. Christian kende het wel en speelde tijdens de uitvoering twintig chorussen die allemaal van elkaar verschilden. Goodman had nog nooit zoiets gehoord en aan het einde van het nummer, veertig minuten later, was Christian aangenomen. Hij werd lid van Goodman's sextet, naast Lionel Hampton, Fletcher Henderson, Artie Bernstein en Nick Fatool. Een half jaar later domineerde Christian de jazz- en swinggitaar polls in de muziekbladen. Rond die tijd, maart 1940, reorganiseerde Goodman zijn groep, maar behield Christian. De nieuwe bandleden waren onder meer Count Basie, Cootie Williams en Georgie Auld. Deze all star-band domineerde de polls in 1941.

## Bebop
Benny Goodman was een bandleider in het swingidioom: zijn muziek was in feite jazz om op te dansen. In het begin van de jaren veertig stond echter al een nieuwe generatie musici klaar die nieuwe jazz speelde. Een van de plaatsen waar dat gebeurde was in de jazzclub Minton's Playhouse in Harlem, New York, waar regelmatig jamsessies werden gehouden. Tijdens deze sessies konden muzikanten zich helemaal laten gaan en naar hartenlust improviseren. Musici die er langskwamen en speelden, waren onder meer Dizzy Gillespie, Thelonious Monk, Don Byas en Kenny Clarke, maar ook Charlie Christian was er een regelmatige gast. Hij werd door de vooruitstrevende musici geïnspireerd, maar was op zijn beurt ook een inspiratiebron voor de anderen. Minton's Playhouse was een van de geboorteplaatsen van de bebop, die het einde zou inluiden van de swingjazz en het gouden tijdperk van de bigbands.

## Gezondheid

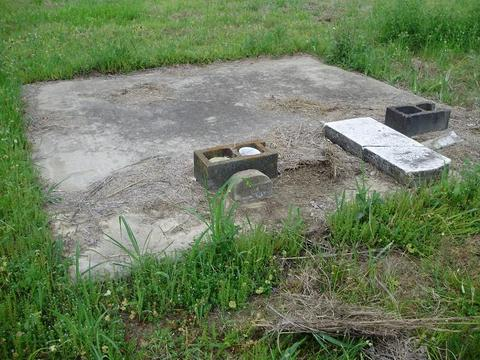
Gedenksteen Charlie Christian op begraafplaats Gates Hill Cemetary

Al eind jaren dertig had Christian tuberculose opgelopen. Begin 1940 bracht Christian een tijd in het ziekenhuis door, in een periode dat Benny Goodman zijn muzikale activiteiten tijdelijk had stilgelegd vanwege zijn terugkerende rugklachten. Na een verblijf in het ziekenhuis in de zomer van 1940 keerde Christian terug naar Oklahoma City. In september dat jaar reisde hij weer af naar New York waar hij al snel zijn hectische levensstijl zou hervatten. In juni 1941 werd hij in het sanatorium Sea View opgenomen, waar hij na lange tijd vooruitgang leek te maken: begin 1942 gaf hij aan een band met ex-Ellington-trompettist Cootie Williams te willen beginnen. In februari verslechterde zijn toestand echter dramatisch en begin maart overleed hij op slechts 25-jarige leeftijd.
Goodman en Hammond zorgden ervoor dat zijn stoffelijk overschot naar zijn geboorteplaats werd overgebracht. Hij ligt begraven op de plaatselijke begraafplaats. Hoewel er een gedenksteen staat, is de precieze locatie van het graf niet bekend.

## Opnames
Christian heeft uitgebreid opgenomen, in totaal zo'n tachtig opnames, de meeste met Goodman. Verder zijn er radio-opnames gemaakt en (kwalitatief matige) opnames van jamsessies.

## Invloed
Christian is als speler onder meer beïnvloed door de saxofonisten Lester Young en Herschel Evans. Zelf heeft hij gezegd, dat hij zijn gitaar wilde laten klinken als een tenorsaxofoon. Talloze gitaristen zijn door hem beïnvloed, zoals Les Paul, Barney Kessel, Herb Ellis, Jimmy Raney, Tal Farlow, Grant Green, Kenny Burrell, Wes Montgomery en Jim Hall. Hoewel hij niet de eerste en enige gitarist was die elektrische gitaar in de jazz speelde, bereidde hij de weg voor een nieuw geluid met dit instrument, een weg die gevolgd werd door mzuikanten als T-Bone Walker (een vriend van Christian), B.B. King, Eddie Cochran, Scotty Moore (gitarist van Elvis Presley), Chuck Berry, Carlos Santana en Jimi Hendrix. Om deze reden werd Christian in 1990 opgenomen in de Rock and Roll Hall of Fame, als een 'vroege invloed'. Verder werd hij in 2002 opgenomen in de Oklahoma Music Hall of Fame. Ook heeft hij invloed gehad op indertijd vernieuwende musici in wat bebop zou worden genoemd: naast Monk en Gillespie bijvoorbeeld ook Charlie Parker. Miles Davis noemde Christian een vroege invloed.

## Discografie (selectie)
- Live at Minton's 1941, Jazz Anthology, 1995
- After Hours, Original Jazz Classics (met Gillespie in Minton's Playhouse en Monroe's Uptown House, mei 1941), 2000
- Selected Broadcasts and Jam Sessions (1939-1941), JSP, 2002
- Complete Columbia Collection, Sony Legacy, 2013

- Bibsys: 90275538
- Biblioteca Nacional de España: XX1741939
- Bibliothèque nationale de France: cb13892482k (data)
- Gemeinsame Normdatei: 130618195
- International Standard Name Identifier: 0000 0000 7357 0822
- Library of Congress Control Number: n81097888
- MusicBrainz: 98607588-f641-4d2b-b10b-03152c8dbc13
- Bibliotheek van het Japanse parlement: 001244619
- Nationale Bibliotheek van Tsjechië: ola2002157495
- Nationale Bibliotheek van Israël: 987007421685505171
- Nederlandse Thesaurus van Auteursnamen: 071824499
- Istituto Centrale per il Catalogo Unico: MODV150298
- Système universitaire de documentation: 091970849
- Trove: 1144390
- Virtual International Authority File: 5117159
- WorldCat: E39PBJbCRH9qjPr9WRXyHhMMfq